# Paola Barbara
Paola Barbara, nome d'arte di Paola Proto o Paolina Proto (Roma, 22 luglio 1912 – Anguillara Sabazia, 2 ottobre 1989), è stata un'attrice italiana, talvolta accreditata con lo pseudonimo di Pauline Baards.

## Biografia
Paolina Proto nacque a Roma il 22 luglio 1912 da genitori siciliani, Saverio e Aurelia Orestano. La madre era sorella del filosofo Francesco Orestano. Visse la sua giovinezza tra Firenze e Prato, e da adolescente frequentò un collegio fiorentino gestito da suore francesi, nel cui ambiente fece i suoi primi passi da attrice, recitando nel teatrino allestito nel collegio per gli spettacoli scolastici interni e ascoltando i consigli di suor Rosine, appassionata di opere teatrali.
Dopo aver conseguito il diploma magistrale, frequentò i corsi di recitazione alla scuola di Edi Picello, a Firenze, maestra di comportamento sulle scene e di dizione. Nel 1931, iniziò l'attività giornalistica come collaboratrice di giornali e riviste.
Nel 1933, avvenne il debutto in teatro, a cui fece seguito poco tempo dopo quello sul grande schermo: piuttosto bella, simpatica, fotogenica, con fisico attraente e naturale disinvoltura, anche se leggermente timida, con il nome d'arte Paola Barbara ottenne una piccola parte, nel ruolo della governante di Napoleone, nel film Campo di maggio del 1935, diretto da Giovacchino Forzano. L'anno seguente, nel 1936, finanziò la realizzazione del film Amazzoni bianche, in cui mise in mostra le sue qualità di sciatrice. Per la realizzazione del film l'attrice spese 1 milione e 200 mila lire, e lo affidò alla direzione di Gennaro Righelli, uno dei più quotati registi cinematografici italiani dell'epoca; girato negli stabilimenti Pisorno di Tirrenia, ebbe un discreto successo commerciale, e nel suo cast figuravano tra gli altri, attrici come Doris Duranti e Luisa Ferida.
Attrice dalle buone doti drammatiche ma molto versatile ed in grado di interpretare più ruoli, si impose al grande pubblico quale interprete de La peccatrice di Amleto Palermi, uscito nel 1940. In questo film, considerato come un primo tentativo di film realista nel panorama del cinema italiano, il personaggio interpretato dalla Barbara fu quello di una donna che, a causa di un destino avverso e di incontri con uomini sbagliati, pian piano scende le scale dell'abiezione, finendo in un postribolo, sfruttata e marchiata dal peccato da esseri malvagi ma che alla fine reagisce e si redime grazie al perdono dell'anziana madre. La pellicola, in cui l'attrice fu protagonista ed affiancata da attori come Gino Cervi, Fosco Giachetti e Vittorio De Sica, e che riscosse un notevole successo di critica, fu presentata alla Biennale di Venezia del 1940, e il nome della Barbara figurò tra quelli candidati per la Coppa Volpi per la migliore interpretazione femminile del medesimo anno. Nel 1941, diretta da Flavio Calzavara nel film Confessione, fu nuovamente una donna colpita dalle avversità in un ruolo negativo, diabolicamente perverso, da crudele assassina.
Distaccata dalla politica, non fu mai una delle dive del regime. Di carattere riservato, non volle partecipare al provino per il ruolo di Ginevra ne La cena delle beffe del 1942, poiché il regista Alessandro Blasetti esigeva una scena a seno nudo: oltre a provare vergogna, sapeva che il suo era un seno troppo prosperoso, quasi ingombrante. Nel 1943, dopo la caduta del Fascismo, l'attrice rimase inattiva per oltre un anno, e dopo aver venduto quanto possedeva si spostò in Spagna. La Barbara girò nove film in Spagna ed uno in Portogallo, e inoltre svolse, grazie all'incontro con Emilio Cigoli, anche l'attività di doppiatrice di film statunitensi della 20th Century Fox, destinati al mercato italiano una volta finita la guerra. La più significativa delle sue interpretazioni fu quella nel film L'ultimo amante di Rafael Gil, girato nel 1946, che le valse anche un premio per la migliore interpretazione, il primo concesso in Spagna ad un'attrice straniera.
Nel 1947, fece ritorno in Italia, dove fu scelta come protagonista con Rossano Brazzi per La monaca di Monza, per la regia di Raffaello Pacini; il ruolo era adatto alle sue corde drammatiche, ma il film fu realizzato modestamente e mal distribuito. Dopo un breve ritorno in Spagna, nel 1949 si stabilì definitivamente in Italia. La Barbara continuò a lavorare moltissimo nel cinema nel corso degli anni cinquanta, ma non più come protagonista, e perciò si dedicò maggiormente all'attività nel teatro: dopo aver preso parte a varie compagnie di prosa (tra cui quella diretta da Memo Benassi), nel 1951, fondò una compagnia assieme a Loris Gizzi e Corrado Annicelli. Nel 1955, le venne affidata l'organizzazione dello stabile del Teatro delle Muse di Roma. L'anno seguente, nel 1956, creò una nuova compagnia con Roberto Villa e Carlo Tamberlani.
Alla fine della tournée ebbe l'opportunità di apparire in televisione. Prese parte allo sceneggiato, trasmesso in più puntate nel novembre 1958, Canne al vento, tratto dal romanzo di Grazia Deledda e diretto da Mario Landi, cui circa dieci anni dopo, nel 1968, seguì un ruolo di supporto accanto a Ubaldo Lay nell'episodio Processo di seconda istanza, della serie Sheridan, squadra omicidi, per la regìa di Leonardo Cortese. Pur non di non stare inattiva e lontana dal grande schermo, si convinse a girare altri film, spesso in ruoli da caratterista, secondari, non soddisfacenti al suo temperamento e alle sue qualità d'attrice. Con lo pseudonimo Pauline Baards apparve in film del genere western girati nella seconda metà degli anni sessanta. La sua ultima apparizione cinematografica, nel film Scherzi da prete del 1978, diretto da Pier Francesco Pingitore, in cui interpreta il ruolo di una nobildonna romana.
Amareggiata e scontenta dei ruoli offerti, nel 1986 decise di ritirarsi a vita privata nella sua abitazione di Anguillara Sabazia, sul lago di Bracciano, dove morì tre anni più tardi, il 2 ottobre 1989, all'età di 77 anni.

### Vita privata
Nel 1941, durante le riprese del film Confessione, conobbe Primo Zeglio, aiuto-regista di Calzavara, che sposò in quello stesso anno e da cui venne diretta in diversi film.

## Filmografia

Con Vittorio De Sica ne La peccatrice di Amleto Palermi (1940)

Paola Barbara ne Il bravo di Venezia di Carlo Campogalliani (1941)

- Campo di maggio, regia di Giovacchino Forzano (1935)
- Amazzoni bianche, regia di Gennaro Righelli (1936)
- L'antenato, regia di Guido Brignone (1936)
- Questi ragazzi, regia di Mario Mattoli (1937)
- Eravamo 7 sorelle, regia di Mario Mattoli (1937)
- Per uomini soli, regia di Guido Brignone (1938)
- Orgoglio, regia di Marco Elter (1938)
- L'albergo degli assenti, regia di Raffaello Matarazzo (1939)
- Napoli che non muore, regia di Amleto Palermi (1939)
- Follie del secolo, regia di Amleto Palermi (1939)
- Lotte nell'ombra, regia di Domenico Gambino (1939)
- La granduchessa si diverte, regia di Giacomo Gentilomo (1940)
- Il ponte dei Sospiri, regia di Mario Bonnard (1940)
- La peccatrice, regia di Amleto Palermi (1940)
- Turbine, regia di Camillo Mastrocinque (1941)
- Confessione, regia di Flavio Calzavara (1941)
- Il bravo di Venezia, regia di Carlo Campogalliani (1941)
- Il re si diverte, regia di Mario Bonnard (1941)
- Rossini, regia di Mario Bonnard (1942)
- La danza del fuoco, regia di Giorgio Simonelli (1943)
- Febbre, regia di Primo Zeglio (1943)
- Quarta pagina, regia di Nicola Manzari (1943)
- Accadde a Damasco, regia di Primo Zeglio (1943)
- Noche fantástica, regia di Luis Marquina (1943)
- L'ultima notte (Su última noche), regia di Carlos Arevalos (1945)
- Leggenda di fiera (Leyenda de feria), regia di Juan De Orduna (1945)
- Il gran premio (Por el Gran Premio), regia di Pedro Caron (1946)
- L'ultimo amante (La pródiga), regia di Rafael Gil (1946)
- Udienza pubblica (Audencia publica), regia di Florian Rey (1946)
- La nave ammiraglia (La nao capitana), regia di Florian Rey (1947)
- Tres espejos, regia di Ladislao Vajda (1947)
- La monaca di Monza, regia di Raffaello Pacini (1947)
- I cavalieri dalle maschere nere (I Beati Paoli), regia di Pino Mercanti (1948)
- Campo bravo, regia di Pedro Lazaga (1948)
- Torna a Napoli, regia di Domenico Gambino (1949)
- El sòtano, regia di Juan De Mayora (1949)
- La figlia del mendicante, regia di Carlo Campogalliani (1950)
- Eran trecento... (La spigolatrice di Sapri), regia di Gian Paolo Callegari (1952)
- I figli non si vendono, regia di Mario Bonnard (1952)
- La figlia del diavolo, regia di Primo Zeglio (1952)
- Nerone e Messalina, regia di Primo Zeglio (1953)
- Cavallina storna, regia di Giulio Morelli (1953)
- Capitan Fantasma, regia di Primo Zeglio (1953)
- Sua Altezza ha detto: no!, regia di Maria Basaglia (1954)
- Il coraggio, regia di Domenico Paolella (1955)
- Storia di una minorenne, regia di Mario Costa (1956)
- I piaceri del sabato notte, regia di Daniele D'Anza (1960)
- Le sette sfide, regia di Primo Zeglio (1961)
- Cavalca e uccidi, regia di José Luis Borau (1963)
- Il segno del Coyote (El vengador de California), regia di Mario Caiano (1963)
- Il delitto di Anna Sandoval, regia di Josè Antonio Nievev Condè (1963)
- 7-9-18 da Parigi un cadavere per Rocky (Des pissenlits par la racine), regia di Gerges Lautner (1964)
- Ménage all'italiana, regia di Franco Indovina (1965)
- I due violenti, regia di Primo Zeglio (1965)
- I quattro inesorabili, regia di Primo Zeglio (1965)
- Killer adios, regia di Primo Zeglio (1968)
- La virtù sdraiata (The Appointment), regia di Sidney Lumet (1969)
- Sledge (A Man Called Sledge), regia di Vic Morrow (1970)
- Tre per uccidere, regia di Ignacio Iquino (1970)
- Irene Irene, regia di Peter Del Monte (1975)
- Scherzi da prete, regia di Pier Francesco Pingitore (1978)

### Prosa televisiva Rai
- L'amore deve nascere, commedia di Luigi Antonelli, regia di Mario Landi, trasmessa il 18 dicembre 1958.
- Canne al vento di Grazia Deledda, regia di Mario Landi, trasmessa il 17 febbraio 1960.

## Doppiaggio
- Linda Darnell e Gale Sondergaard in Il segno di Zorro
- Frances Farmer in Il figlio della furia
- Kay Francis in La zia di Carlo
- Maureen O'Hara in Com'era verde la mia valle
- Marion Davies in L'agente n. 13
- Joan Fontaine in Il sospetto
- Trudy Marshall in Prigionieri di Satana
- Teresa Wright in L'ombra del dubbio

## Doppiatrici italiane
- Giovanna Scotto in Capitan Fantasma, Accadde a Damasco, Torna a Napoli
- Lydia Simoneschi in I due violenti, I quattro inesorabili, Killer adios
- Dhia Cristiani in I cavalieri dalle maschere nere (I Beati Paoli), Sledge